# غالواي
غالواي (بالأيرلندية: Gaillimh وبالإنكليزية: Galway) هي عاصمة مقاطعة غالواي في محافظة كوناكت في جمهورية أيرلندا. تقع في الساحل الغربي لأيرلندا على الشاطئ الشمالي الشرقي لخليج غالواي، يبلغ عدد سكانها 72,414 نسمة (إحصائيات 2006)، وتعتبر ثالث أكبر مدينة من حيث عدد السكان بعد دبلن وكورك، وتشتهر بأنها مدينة سياحية وخصوصا في الصيف، وتقام بها عدة مهرجانات، وتعرف مدينة غالواي بمناظرها الخلابة.

## المناخ
يظهر الجدول التالي التغييرات المناخية على مدار السنة لغالواي:
| البيانات المناخية لـغالواي         | البيانات المناخية لـغالواي | البيانات المناخية لـغالواي | البيانات المناخية لـغالواي | البيانات المناخية لـغالواي | البيانات المناخية لـغالواي | البيانات المناخية لـغالواي | البيانات المناخية لـغالواي | البيانات المناخية لـغالواي | البيانات المناخية لـغالواي | البيانات المناخية لـغالواي | البيانات المناخية لـغالواي | البيانات المناخية لـغالواي | البيانات المناخية لـغالواي |
| الشهر                              | يناير                      | فبراير                     | مارس                       | أبريل                      | مايو                       | يونيو                      | يوليو                      | أغسطس                      | سبتمبر                     | أكتوبر                     | نوفمبر                     | ديسمبر                     | المعدل السنوي              |
| ---------------------------------- | -------------------------- | -------------------------- | -------------------------- | -------------------------- | -------------------------- | -------------------------- | -------------------------- | -------------------------- | -------------------------- | -------------------------- | -------------------------- | -------------------------- | -------------------------- |
| الدرجة القصوى °م (°ف)              | 14.4 (57.9)                | 15.7 (60.3)                | 21.1 (70.0)                | 23.3 (73.9)                | 26.7 (80.1)                | 30.6 (87.1)                | 31.7 (89.1)                | 30.6 (87.1)                | 28.3 (82.9)                | 25.6 (78.1)                | 18.3 (64.9)                | 16.7 (62.1)                | 31.7 (89.1)                |
| متوسط درجة الحرارة الكبرى °م (°ف)  | 8.7 (47.7)                 | 9.1 (48.4)                 | 10.8 (51.4)                | 13.0 (55.4)                | 15.8 (60.4)                | 17.8 (64.0)                | 19.5 (67.1)                | 19.1 (66.4)                | 17.3 (63.1)                | 14.1 (57.4)                | 11.0 (51.8)                | 9.0 (48.2)                 | 13.8 (56.8)                |
| المتوسط اليومي °م (°ف)             | 6.0 (42.8)                 | 6.2 (43.2)                 | 7.8 (46.0)                 | 9.3 (48.7)                 | 11.9 (53.4)                | 14.2 (57.6)                | 16.1 (61.0)                | 15.8 (60.4)                | 13.9 (57.0)                | 11.0 (51.8)                | 8.1 (46.6)                 | 6.3 (43.3)                 | 10.6 (51.1)                |
| متوسط درجة الحرارة الصغرى °م (°ف)  | 3.5 (38.3)                 | 3.8 (38.8)                 | 4.9 (40.8)                 | 5.8 (42.4)                 | 8.0 (46.4)                 | 10.6 (51.1)                | 12.9 (55.2)                | 12.5 (54.5)                | 10.4 (50.7)                | 7.9 (46.2)                 | 5.1 (41.2)                 | 3.6 (38.5)                 | 7.3 (45.1)                 |
| أدنى درجة حرارة °م (°ف)            | −11.7 (10.9)               | −10.5 (13.1)               | −6.7 (19.9)                | −6.7 (19.9)                | −1.5 (29.3)                | −2.2 (28.0)                | 3.3 (37.9)                 | 1.7 (35.1)                 | 0.6 (33.1)                 | −5.0 (23.0)                | −6.7 (19.9)                | −8.9 (16.0)                | −11.7 (10.9)               |
| الهطول مم (إنش)                    | 114.1 (4.49)               | 94.4 (3.72)                | 92.0 (3.62)                | 60.5 (2.38)                | 68.5 (2.70)                | 80.6 (3.17)                | 69.3 (2.73)                | 108.9 (4.29)               | 93.2 (3.67)                | 130.2 (5.13)               | 123.8 (4.87)               | 120.9 (4.76)               | 1٬156٫2 (45.52)            |
| متوسط أيام هطول الأمطار (≥ 1.0 mm) | 15                         | 14                         | 16                         | 12                         | 12                         | 12                         | 12                         | 15                         | 13                         | 17                         | 17                         | 17                         | 170                        |
| المصدر: KNMI                       |                            |                            |                            |                            |                            |                            |                            |                            |                            |                            |                            |                            |                            |

## توأمة
لغالواي اتفاقيات توأمة مع كل من:
- برادفورد
- أماسية
- سياتل
- شيكاغو
- سانت لويس
- لوريان
- آلبورغ (1997 - )
- ميلواكي
- وايتاكيري [الإنجليزية]‏
- مونكتون
- بروكتون
- أوكلاند
- Aalborg Municipality [الإنجليزية]‏ منذ (1997 - )

## أعلام
- فيلي كلانسي
- جون سيلي تاونسند
- جيمس ماكلوكين
- غريغ كونينغهام
- ميشال ديون
- جون أردن
- براندان موراي
- ديفيد فورد
- ستيوارت روبنز
- جورج ستوتون